# Knoxia wightiana
Knoxia wightiana är en måreväxtart som beskrevs av Nathaniel Wallich och George Don jr. Knoxia wightiana ingår i släktet Knoxia och familjen måreväxter. Inga underarter finns listade i Catalogue of Life.